# Hylaeamys
Hylaeamys es un género de roedores miomorfos de la familia Cricetidae. Son endémicos de Sudamérica e isla Trinidad.

## Especies
Se reconocen las siguientes:
- Hylaeamys acritus (Emmons & Patton, 2005)
- Hylaeamys laticeps (Lund, 1840)
- Hylaeamys megacephalus (Fischer, 1814)
- Hylaeamys oniscus (Thomas, 1904)
- Hylaeamys perenensis (J.A. Allen, 1901)
- Hylaeamys tatei (Musser, Carleton, Brothers & Gardner, 1998)
- Hylaeamys yunganus (Thomas, 1902)